# Рівняння Ландау — Ліфшиця (магнетизм)
Рівня́ння Ланда́у — Лі́фшиця — рівняння, що описує рух намагніченості в наближенні континуальної моделі у твердих тілах. Вперше введене Л. Д. Ландау та Є. М. Ліфшицем у 1935 році.

## Формулювання
Для бездисипативного середовища та за відсутності спін-поляризованого струму рівняння Ландау-Ліфшиця зазвичай записується у вигляді
где {\displaystyle \mathbf {M} \equiv \mathbf {M} (\mathbf {r} ,t)} — щільність магнітного моменту (намагніченість), {\displaystyle \gamma } — деяка феноменологічна стала, {\displaystyle \mathbf {H} ^{\mathrm {eff} }\equiv \mathbf {H} ^{\mathrm {eff} }(\mathbf {r} ,t)} — так зване ефективне магнітне поле.
Рівняння в основному використовується для феро- та феримагнетиків. У загальному випадку стала  {\displaystyle \gamma } не дорівнює  гіромагнітному співвідношенню і в рамках феноменологічної теорії має розглядатись як величина, що визначається з експерименту. Їхня відмінність зумовлена вкладом орбітальних моментів. Тому за умови, що магнітні іони знаходяться в {\displaystyle S}-стані (тобто орбітальні моменти відсутні), можна вважати, що {\displaystyle \gamma } дорівнює гіромагнітному відношенню з високим степенем точності.. Це виконується для CdCr2Se4, залізо-ітрієвого гранату Y3Fe5O12, пермалою Fe20+xNi80-x та більшості інших феро- та феримагнітних матеріалів.
Ефективне магнітне поле визначається як варіаційна похідна вільної енергії за магнітним моментом
У випадку, коли розглядається магнетик далеко від температури Кюрі або за нульової температури, то вільна енергія {\displaystyle F} дорівнює внутрішній {\displaystyle E}.
В формулюванні (1) зберігається довжина вектора намагніченості. Це легко показати, домноживши обидві частини (1) скалярно на {\displaystyle \mathbf {M} }, що дасть
Цей факт дає підставу казати про прецесію намагніченості.
Строге виведення рівняння руху намагніченості в континуальному наближенні неможливий, тому часто постулюється можливість формального переходу від рівняння руху оператора спіну {\displaystyle \mathbf {S} _{n}}
до рівняння (1) шляхом заміни {\displaystyle \mathbf {S} _{n}\to -{\frac {a^{3}}{2\mu _{B}}}\mathbf {M} (\mathbf {r} _{n})} і розкладу поля намагніченості {\displaystyle \mathbf {M} (\mathbf {r} _{n+n_{0}})} поблизу точки {\displaystyle \mathbf {r} _{n}} в ряд Тейлора. Тут {\displaystyle [\bullet ,\bullet ]} — комутатор, {\displaystyle {\mathcal {H}}} — гамільтоніан, {\displaystyle \mathbf {S} _{n}} — оператор спіну для n-го вузла ґратки, а {\displaystyle \mathbf {r} _{n}} — його радіус-вектор, {\displaystyle a} — стала ґратки, {\displaystyle \mu _{B}} — магнетон Бора.

## Модифікації
Врахування дисипації, впливу температури чи спін-поляризованих струмів потребує модифікації вихідного рівняння (1), яка зазвичай зводиться до появи додаткових доданків в правій частині (1). Релаксаційні члени можуть мати різну розмірність і різну кількість параметрів. Але для наближеного опису процесів в феромагнетиках за невеликої дисипації може використовуватись рівняння в будь-якій з наведених нижче форм
. Кожне з них можна перетворити з одного в інше.

### Релаксаційний член в формі Ландау— Ліфшиця
Ландау та Ліфшиць запропонували наступну модифікацію:
де {\displaystyle \lambda } — парметри дисипації. Інколи за параметр дисипації приймають величину {\displaystyle \lambda _{1}=|\gamma |\lambda }.

### Рівняння Ландау— Ліфшиця— Гільберта
Часто використовується релаксаційний член в формі Гільберта:
де {\displaystyle \alpha } — параметр дисипації. Формальний перехід між рівняннями (5) та (6) можна здійснити заміною
В зв'язку з від'ємним значенням гіромагнітного відношення зустрічаються визначення параметрів релаксації з протилежними знаками в (5) та (6)
.

### Рівняння Блоха— Бломергена
Прикладом рівняння з дисипацією, що допускає зміну довжини вектора намагніченості, може слугувати модифіковане рівняння
Блоха чи рівняння Блоха — Бломергена:
де {\displaystyle \chi _{0}} — так звана статистична сприйнятливість, що визначається як відношення намагніченості насичення до абсолютної величини ефективного поля, а {\displaystyle \omega _{r}} — частота релаксації.

### Вплив спін-поляризованого струму
Спін-поляризований струм зазвичай описують додатковим доданком в правій частині (1) вигляду {\displaystyle |\gamma |\mathbf {T} }. Один з підходів до його конкретизації полягає в розкладі вектора {\displaystyle |\gamma |\mathbf {T} } за осями, направленими вздовж {\displaystyle \mathbf {M} }, {\displaystyle [\mathbf {M} \times \mathbf {m} _{\mathrm {ref} }]} та {\displaystyle \mathbf {M} \times [\mathbf {M} \times \mathbf {m} _{\mathrm {ref} }]}. Тут {\displaystyle \mathbf {m} _{\mathrm {ref} }} — одиничний вектор вздовж намагніченості опорного шару. В припущенні, що довжина вектора намагніченості не змінюється, перша проєкція буде дорівнювати нулю, а дві інші
де коефіцієнти {\displaystyle a_{J}} та {\displaystyle b_{J}} пропорційні густині струму, залежать від параметрів структури, що поляризує, та кута між {\displaystyle \mathbf {M} } и {\displaystyle \mathbf {m} _{\mathrm {ref} }}.

## Інші форми запису
Для аналітичного аналізу частіше за все рівняння Ландау-Ліфшиця записується в кутових змінних сферичної системи координат {\displaystyle \theta } та {\displaystyle \phi }. В такому випадку вектор намагніченості можна представити як
де {\displaystyle M_{s}} — намагніченість насичення. Щоб перейти в (1) до кутових змінних, домножимо рівняння на варіацію намагніченості {\displaystyle \delta \mathbf {M} }, виразивши в кутових змінних проєкцію лівої частини на вісь аплікат. Далі, після запису варіації енергії та намагніченості через варіації кутів, отримаємо
Отримання рівнянь в кутових змінних, що містять додаткові члени, відбувається аналогічно. Так, для запису в формі Ландау — Ліфшиця — Гільберта маємо